# Rheinische Eisenbahn-Gesellschaft
De Rheinische Eisenbahn-Gesellschaft' (RhE) behoorde met de Köln-Mindener Eisenbahn-Gesellschaft en de Bergisch-Märkische Eisenbahn-Gesellschaft tot de drie grote spoorwegmaatschappijen, die vanaf het midden van de negentiende eeuw vooral het Rijnland en het Ruhrgebied door spoorwegen hebben ontsloten.

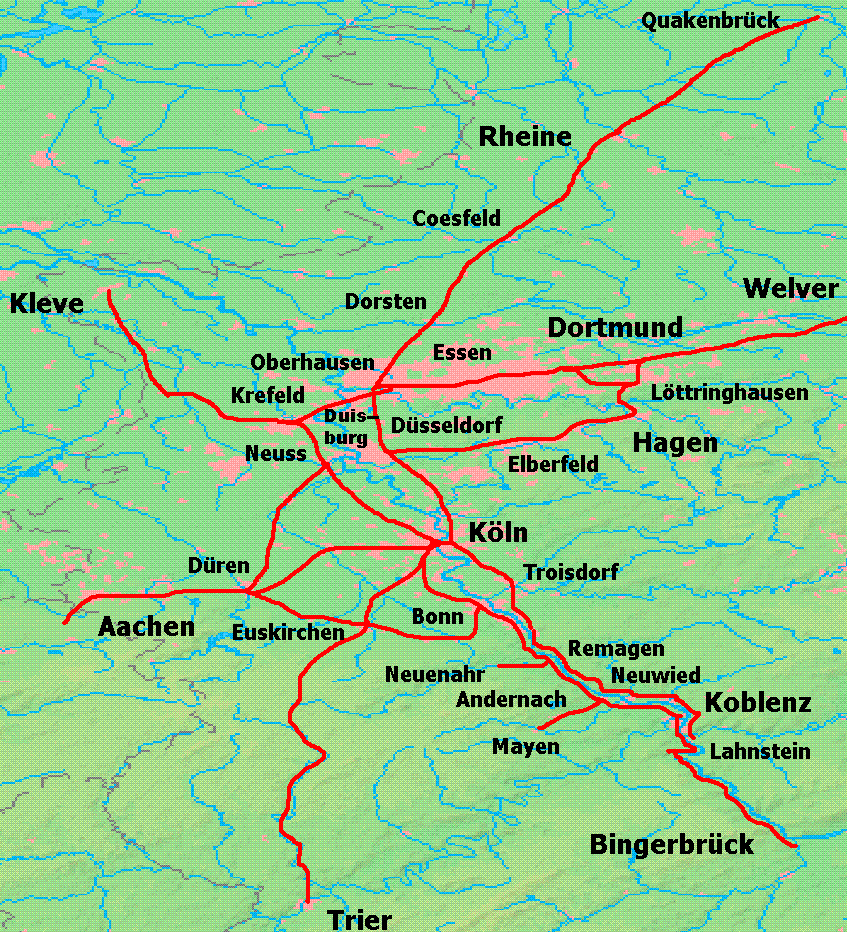
Lijnen van de Rheinischen Eisenbahn-Gesellschaft kort voor de nationalisatie

## Stichting
Bij de zoektocht naar mogelijkheden om de hoge Nederlandse Rijntollen te vermijden, werd de aandacht van de fabrikanten langs de Rijn en in het Bergische Land als snel getrokken door de spoorwegen. Ook de in 1831 gestichte Belgische Staat was geïnteresseerd in handelsbetrekkingen met Pruisen. Omdat het land niet aan de Rijn ligt, was België in een nadelige positie vergeleken met Nederland. België begon vroeg met de bouw van een spoorwegnet. In december 1833 verwierf het Keulse Spoorwegcomité onder leiding van de Keulse hoofdburgemeester Johann Adolph Steinberger en de ondernemer Ludolf Camphausen de concessie voor de bouw van een spoorweg tussen Keulen en de Belgische grens. De door het Keulse comité ontworpen tracé liep niet via Aken en daarmee waren de ondernemers van die plaats het niet eens. Onder leiding van David Hansemann en Philipp Heinrich Pastor stichtten zij een Akens spoorwegcomité. Dit was het begin van de spoorwegstrijd tussen Keulen en Aken.
Ik Keulen werd in 1836 de Rheinische Eisenbahn-Gesellschaft gesticht. Eerste president van die maatschappij was Ludolf Camphausen, die kort darna ook premier van Pruissen werd. In Aken werd op 31 maart 1836 als tegenorganisatie de Preußisch-Rheinische Eisenbahngesellschaft gesticht door David Hansemann.
Beide maatschappijen bevorderden de belangen van de ondernemers in hun eigen stad. Op 6 april 1836 werd er op een conferentie in Jülich, die geleid werd door hoofdpresident van de Rijnprovincie, Ernst von Bodelschwingh en waaraan de vertegenwoordigers van het Akense en Keulse bedrijfsleven deelnamen niet tot een resultaat komen. Hansemann en de Akens textielfabrikant Joseph van Gülpen reisden daarop naar Berlijn en dienden een verzoek in om het tracé langs Aken te laten lopen. In Berlijn vonden slepende onderhandelingen plaats tussen de Akense en Keulse vertegenwoordigers tot koning Frederik Willem III op 12 februari besloot dat de lijn langs Aken moest lopen en daarmee was de spoorwegstrijd ten einde. Van 31 maart tot 8 juni werd daarop in Keulen in een gemeenschappelijke vergadering tot samenvoeging van de Rheinischen Eisenbahn-Gesellschaft en de  Preuβisch-Rheinischen Eisenbahn-Gesellschaft besloten, zodat op 9 juli 1837 de stichting van een nieuwe Rheinischen Eisenbahn-Gesellschaft kon plaatsvinden. 
Vanaf 1844 tot de overgang aan de staat Pruisen was Gustav Mevissen president van de maatschappij.
Een verbinding met een haven aan de Noordzee kwam pas in 1856 tot stand.

## Aanleg van lijnen

### Keulen-Aken-België
Op 21 augustus 1837 verkreeg de maatschappij de concessie voor de aanleg van het 86 km lange traject Keulen-Düren-Aken-Belgische grens nadat de strijd om de route was beslecht. Het eerste deel, Keulen-Müngersdorf kon in 1939 geopend worden. Via Lövenich en Düren naar Aken kwamen in 1840 en 1841 gereed. Daartoe behoorde ook de 1632 m lange Königsdorfer tunnel. Het laatste deel tot de Belgische grens bij Herbesthal werd op 15 oktober 1843 geopend. In dit deel moest tussen Aken en Ronheide een helling van 1:38 met een stationaire stoommachine worden overwonnen. De lijn was de eerste grensoverschrijdende lijn van Duitsland. Door deze verbinding met het al goed ontwikkelde Belgische net ontstonden er al snel twee verbindingen met Frankrijk (1846).

### Lijn op de linker Rijnoever en het Keulse Centraal Station
De RhE begon haar expansie met de overname op 1 januari 1857 van de Bonn-Cölner Eisenbahn-Gesellschaft (BCE) met de 45 km lange lijn Keulen (Station St. Pantaleon)-Bonn-Ronaldseck. De maatschappij verlengde deze lijn tot 1859 verder uit via Koblenz naar Bingerbrück en kreeg daardoor verbinding met de Hessische Ludwigsbahn naar Mainz en Ludwigshafen en met de Rhein-Nahe-Bahn naar Saarbrücken en daar gelegen kolenmijnen. Bovendien ontstond er door de Pfaffendorfer Rijnbrug in 1864 een verbinding van Koblenz met de Nassauische Staatsbahn in Oberlahnstein. De Pruisische regering verleende  een bijdrage aan de kosten van de brug.
Na de fusie met de BCE werd in hetzelfde jaar het “Centraal Station” in Keulen gebouwd naar een ontwerp van Hermann Otto Pflaume. Het station werd gelijk met de Dombrug in 1859 geopend. Het station was een combinatie van een kopstation en een doorgangsstation. Aan vier kopsporen eindigde de treinen van de RhE uit het westen, terwijl de treinen van de CME vanaf de Dombrug met doorgangssporen door het station liepen.

### Keulen-Kleef-Nederland
Op 1 juni 1860 nam de RhE de Cöln-Crefelder Eisenbahn over met het 53 km lange traject van Keulen naar Krefeld. In 1863 werd de lijn met 65 km verlengd via Goch naar Kleef. Van daar uit werd de lijn verlengd (19 april 1865) via de Griethauser Spoorwegbrug, het veer Spyck-Welle over de Rijn en Elten tot Zevenaar. De Nederlandsche Rhijnspoorweg-Maatschappij was eigenaar van de lijn tussen de grens en Zevenaar. Op 9 augustus 1865 werd ook de verbinding Kleef-Nijmegen geopend. Deze lijn was eigendom van de Nijmeegsche Spoorwegmaatschappij. In Nijmegen was nog geen aansluiting op het Nederlandse spoorwegnet, maar via de pont over de Rijn was er toch een verbinding met de Nederlandse havens en werd de lijn een schakel in het verkeer tussen Nederland en Zuid-Duitsland. 
Op 1 januari 1868 werd de lijn Kempen-Venlo geopend. Tussen Kaldenkirchen en Venlo was het noordelijke spoor deel van het RhE net, terwijl het zuidelijke spoor geëxploiteerd werd door de BME sinds 29 oktober 1866.

### Eifelbahn
In 1864 werd begonnen met de bouw van de 170 km lange Eifelbahn van Düren via Euskirchen en Gerolstein naar Trier. Op 15 juli1871 was het hele traject in gebruik. Daarmee was een tweede verbinding ontstaan met het Saargebied. Ook gaf deze een goede verbinding met het in 1870 Duits geworden Lotharingen met zijn ertsmijnen.

### Lijnen in het Ruhrgebied
De eerste lijn van de RhE ten oosten van de Rijn werd geopend op 1 september 1866. De lijn liep van Osterath via Krefeld-Uerdingen, Rheinhausen, spoorwegveer Rheinhausen-Hochfeld, Hochfeld, Speldorf, Mülheim en Heiβen naar Essen-Nord. Een groot deel van de aansluitingen aan de vele steenkoolmijnen werden kosteloos ter beschikking gesteld. De lijn werd tot 1874 verlengd via Bochum Nord, Langendreer Nord naar Dortmund Süd verlengd. In hetzelfde jaar werd het veer door een vaste Rijnbrug vervangen. De vrijgekomen terreinen aan de oostelijke oever werden omgebouwd tot een haven voor de overslag van steenkool.
Op 15 februari 1870 kwam een 3 km lange aftakking in gebruik vanaf het veerstation Hochfeld naar Duisburg. In 1879 werd deze tak het begin van de lijn naar Quakenbrück. Daardoor waren er Duisburg op de plaats van het huidige Hauptbahnhof tot 1935 gedurende lange tijd drie zelfstandige stations op een beperkte ruimte. De lijn naar Quakenbrück is grotendeels niet meer in gebruik of verwijderd.

### Lijn op de rechter Rijnoever
Vanaf 1869 tot 1871 werd de lijn van Ehrenbreitstein via Neuwied en Oberkassel naar Troisdorf aangelegd. In Oberkassel werd op 1 november 1870 het spoorwegveer Bonn-Oberkassel geopend, dat tot 1914 in gebruik bleef. Van 1862 tot 1864 was er al een spoorwegveer geweest tussen Stolzenfels en Oberlahnstein in afwachting van de voltooiing van de brug bij Pfaffendorf. De lijn werd uitgebreid met de lijn Troisdorf--Mülheim-Speldorf via Köln-Mülheim, Opladen, Düsseldorf-Eller en Ratingen West. In 1874 was daardoor een aansluiting ontstaan met het net van de RhE in het Ruhrgebied en dat leverde een goedkope route voor het steenkoolvervoer naar het zuiden. De lijn in het Ruhrgebied liep vrijwel evenwijdig aan de lijn Duisburg-Dortmund van de Bergisch-Märkische Eisenbahn-Gesellschaft en door de vele aangelegde aansluitingen aan de steenkolenmijnen, gecombineerd met lage tarieven, wist de RhE een groot deel van het steenkoolvervoer in handen te krijgen. Het gevolg van de concurrentiestrijd was een daling van prijzen van steenkool met wel 10%. 

### Bergische Land
Dezelfde strategie volgde de maatschappij vanaf 1873 met de bouw van de op 19 september 1879 geopende 75 km lange lijn Düsseldorf=Derendorf – Dortmund Süd via Elberfeld (nu Wuppertal), Schwelm Nord, Gevelsberg, Hagen, Herdecke en Hörde. Ook deze lijn concurreerde met de lijn van de BME. In Dortmund-Löttringhausen takte van deze lijn een lijn af naar Langendreer via Witten Ost. Ook deze lijn is voor een groot deel verdwenen.

### Naar de Noordzee
De Köln-Mindener Eisenbahn-Gesellschaft had op 18 juni 1874 een lijn van Wanne via Haltern, Münster, Osnabrück en Bremen naar Hamburg in gebruik genomen. Hierdoor beheerste deze maatschappij het vervoer naar de belangrijke havens in Bremen en Hamburg. Op 9 juni 1873 verwierf de RhE de Pruisische concessie voor een eigen lijn naar het noorden. Vanaf het station Duisburg (RhE) liep de lijn via Oberhausen West, Bottrop Nord, Dorsten en Rheine naar Quakenbrück. In Rheine was er aansluiting op de lijn naar de havenstad Emden van de Königlich Westfälische Eisenbahn-Gesellschaft en in Quakenbrück op de lijn van de Groβherzoglich Oldenburgische Staatseisenbahnen naar Wilhelmshaven.

### Huidige toestand
In het Ruhrgebied werden de lijnen relatief laat aangelegd, zodat de situering slechter was dan van de eerder aangelegde lijnen van BME en CME. Ook was de aanleg gericht op het vervoer van steenkool. Deze lijnen zijn daarom grotendeels verdwenen. De lijnen in het Rijnland en in het dal van de Rijn spelen daarentegen nog steeds een belangrijke rol.

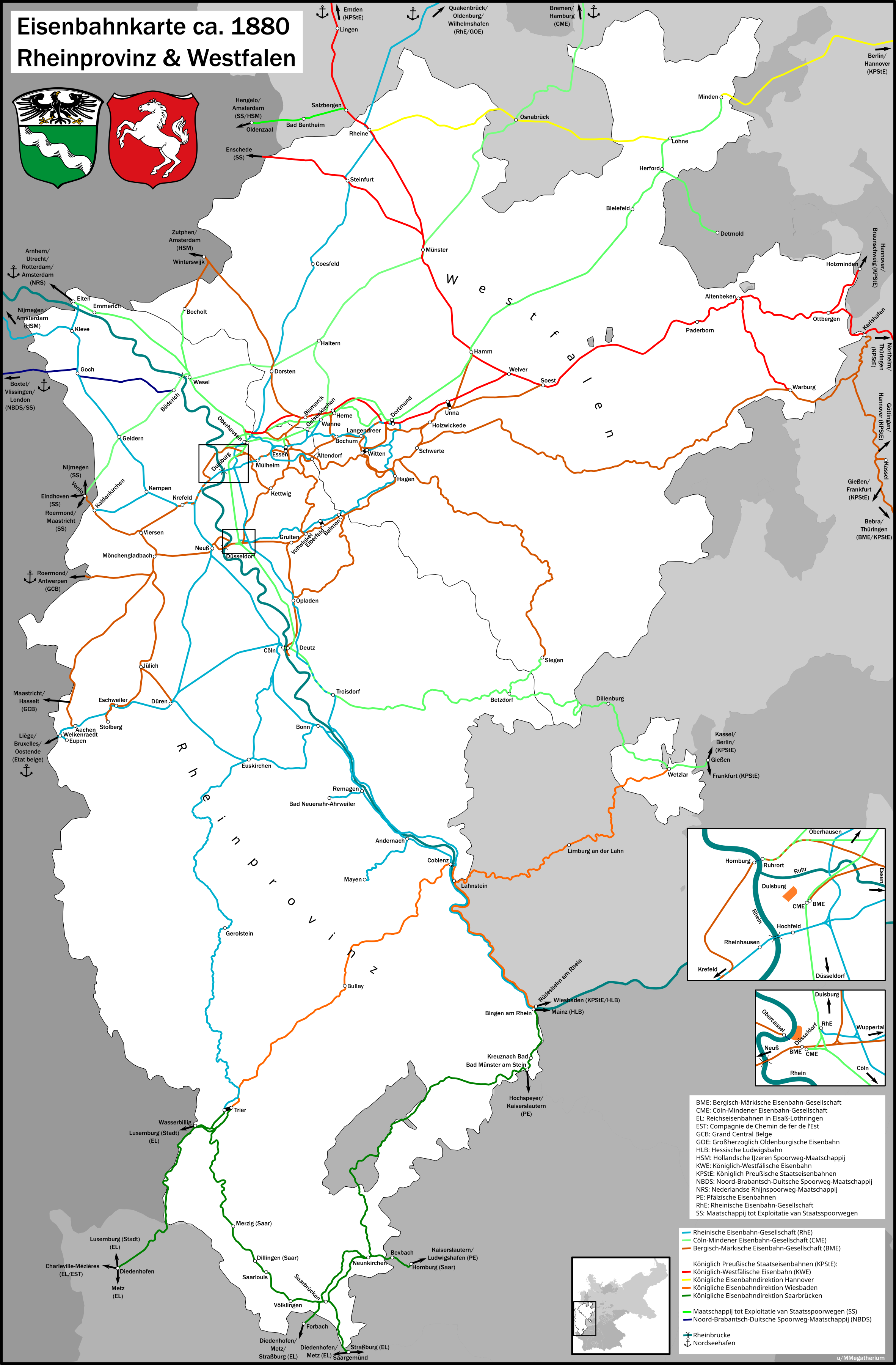
spoorwegkaart van de Rijnprovincie en Westfalen kort voor de nationalisatie door de Pruisische Staat

## Overname door de Staat Pruisen
Op 14 februari 1880 werd de wet gepubliceerd waarbij de overgang van de REG werd geregeld. De staat bezat op dat moment al 42% van de aandelen. Voor het beheer van de maatschappij werd de “Königliche Direction der Rheinische Eisenbahn zu Köln” gesticht. Deze nam op 1 januari 1880 de exploitatie over. Op 23 februari 1881 werd de naam gewijzigd in Königliche Eisenbahn-Direktion zu Köln linksrheinisch. De lijnen van de RhE op de rechter Rijnoever werden samengvoegd met de eveneens genationaliseerde lijnen van de CME op 1 april 1881 over op de nieuw gestichte Königliche Eisenbahn-Direktion zu Köln rechtsrheinisch.